# Пешха (село)
Пешха или ранее Пешхой (чечен. Пешха)— воссоздаваемое село в Урус-Мартановском районе Чеченской Республики России.
Рядом находился ранее покинутый аул (село) в Галанчожском районе. Являлось административным центром Пешхойского сельсовета. Родовое село тайпа Пешхой.

## География
Расположено на левом берегу реки Мартан в исторической области Пешха, к юго-востоку от села Галанчож.
Ближайшие населённые пункты: на юге — Джанайхой, на юго-востоке — Калгой и Энисты.

## История
Село Пешхой было ликвидировано в 1944 году во время выселения чеченцев. После восстановления Чечено-Ингушской АССР чеченцам было запрещено возвращаться в свои исконные районы: Галанчожский, Шатойский и Итум-Калинский.
Единственное на сегодня упоминание общества в русских источниках XVI XVIII вв. относится к 1601 г., когда «Пешинский кабак» был рекомендован в качестве одного из ориентиров маршрута русских послов на Грузию.34 Аул Пешха/Пешхой состоял главным образом из массивных жилых башен усадеб (г1ала). Жители его обладали не только стадами, но и пашнями, покосами и водяными горскими мельницами, обеспечивавшими ведение безбедного хозяйства в замкнутом ареале. Здесь же отмечены культовые места языческого времени с элементами христианской атрибутики (кресты).35 Судя по отрывочным данным, ислам в Пешхой проник не позже XVIII в. в связи с ранним установлением связей с плоскостью, с гехинскими селениями (исламизированными ещё в XVII в.).
Пешхой был самой восточной точкой распространения галанчожского диалекта, хотя практически и не взаимодействовал с обществами древнего «балойского союза»
Сейчас от построек в селе остались одни развалины, оно является покинутым и никто там не проживает.
В ауле Пешхой Зейдлицу Н. К. запомнились сакли, пристроенные к древним каменным башням.

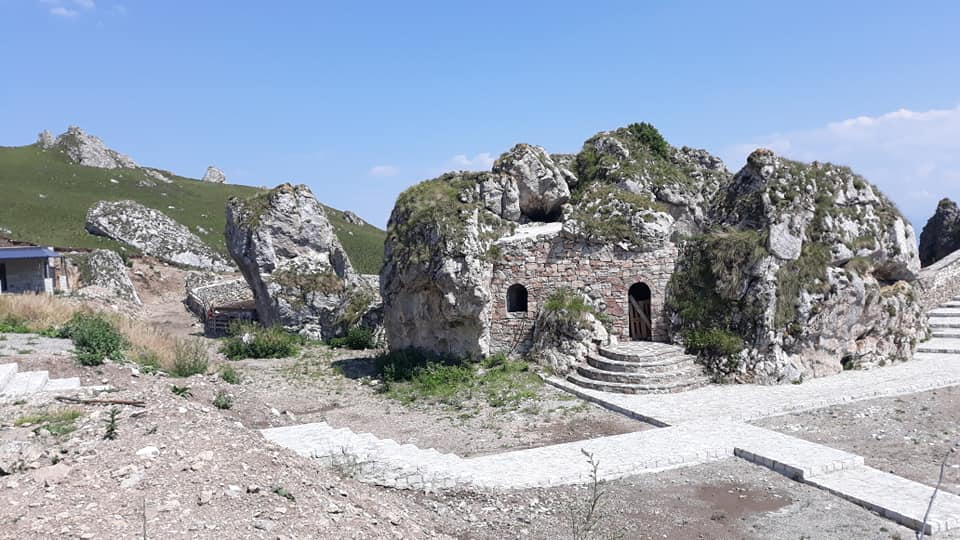
Древнее жилище в Пешхе

В конце 2022 года в Урус-Мартановском районе Чеченской Республики было принято решение образовать новые (воссоздать) сёла, в том числе Пешха — рядом с прежним селением Пешхой.